# الوكالة الوطنية للطيران المدني الموريتانية
الوكالة الوطنية للطيران المدني الموريتانية (بالفرنسية: Agence nationale de l'aviation civile)‏ هي الجهاز المركزي الحكومي الذي يمتلك سلطة الإشراف على أمن وسلامة الطيران المدني في موريتانيا. تأسست الوكالة الوطنية للطيران المدني في سنة 2004 بموجب المرسوم رقم 079-2004 (الصادر في 11 آب 2004) بوصفها مؤسسة عمومية ذات طابع صناعي وتجاري تتمتع بالشخصية المعنوية والاستقلالية المالية. تخضع الوكالة الوطنية للطيران المدني التي جاءت بديلا لمديرية الطيران المدني السابقة، للوصاية الفنية للوزير المكلف بالنقل. وتسعى إلى إعداد قوانين وتشريعات الطيران وضمان الإشراف والمراقبة على الطيران المدني، خاصة في مجال الأمن والسلامة.

## مهمات الوكالة
الوكالة هي المسؤولة عن:
- إدارة أمن الطيران المدني
- الإشراف والرقابة على سلامة الطيران المدني
- إدارة حقوق النقل الجوي
- التنسيق والإشراف على جميع عمليات الطيران والمطارات ورصد أنشطة المنظمات الدولية والإقليمية العاملة في مجال الطيران المدني
- مراقبة ورصد و تنفيذ الاتفاقات المبرمة بين شركات الدولة في القطاع ، وتمثل ذلك في اجتماعات المنظمات الدولية التي ترتبط بنشاط النقل الجوي

من مهمات الوكالة أيضاً:
- تنفيذ سياسة الدولة في مجال الطيران المدني
- الترويج للطيران المدني في موريتانيا
- تطوير الأنظمة التقنية وفقا لمعايير الطيران المدني والمنظمات التابعة لمنظمة الطيران المدني الدولي
- وضع وتنفيذ إستراتيجية الطيران المدني والنقل الجوي في ظل توجيهات الحكومة
- التفاوض بشأن اتفاقات النقل الجوي الدولي
- التفاوض في الموافقات والتفويضات الخاصة التي تمنحها الدولة
- توقيع وتنفيذ ورصد اللوائح الوطنية والاتفاقيات الدولية التي صادقت عليها الدولة

## هيكلية الوكالة
تضم الوكالة الوطنية للطيران المدني الموريتانية المديريات التالية:
- مديرية المصادر البشرية
- مديرية المالية
- مديرية النقل الجوي
- مديرية امن الطيران
- مديرية امن المطارات والملاحة الجوية
- مديرية الأمن والتسهيل